# Paracentrotus lividus
El erizo de mar o castaña de mar (Paracentrotus lividus) es una especie de equinodermo de la familia Parechinidae.

## Descripción
Presenta un caparazón aplanado ventralmente, ocasionalmente también en el dorso. Su coloración suele ser morada aunque puede variar y ser color café oscuro, castaño claro o verde oliva. Tiene un diámetro de hasta 7 centímetros. Las púas suelen ser poco numerosas y llegan a ser tan largas como el diámetro del caparazón.

## Distribución
Se distribuye por el mar Mediterráneo y el océano Atlántico oriental. Se encuentra en los fondos costeros rocosos, aunque también en prados marinos del Mediterráneo.

## Galería de imágenes

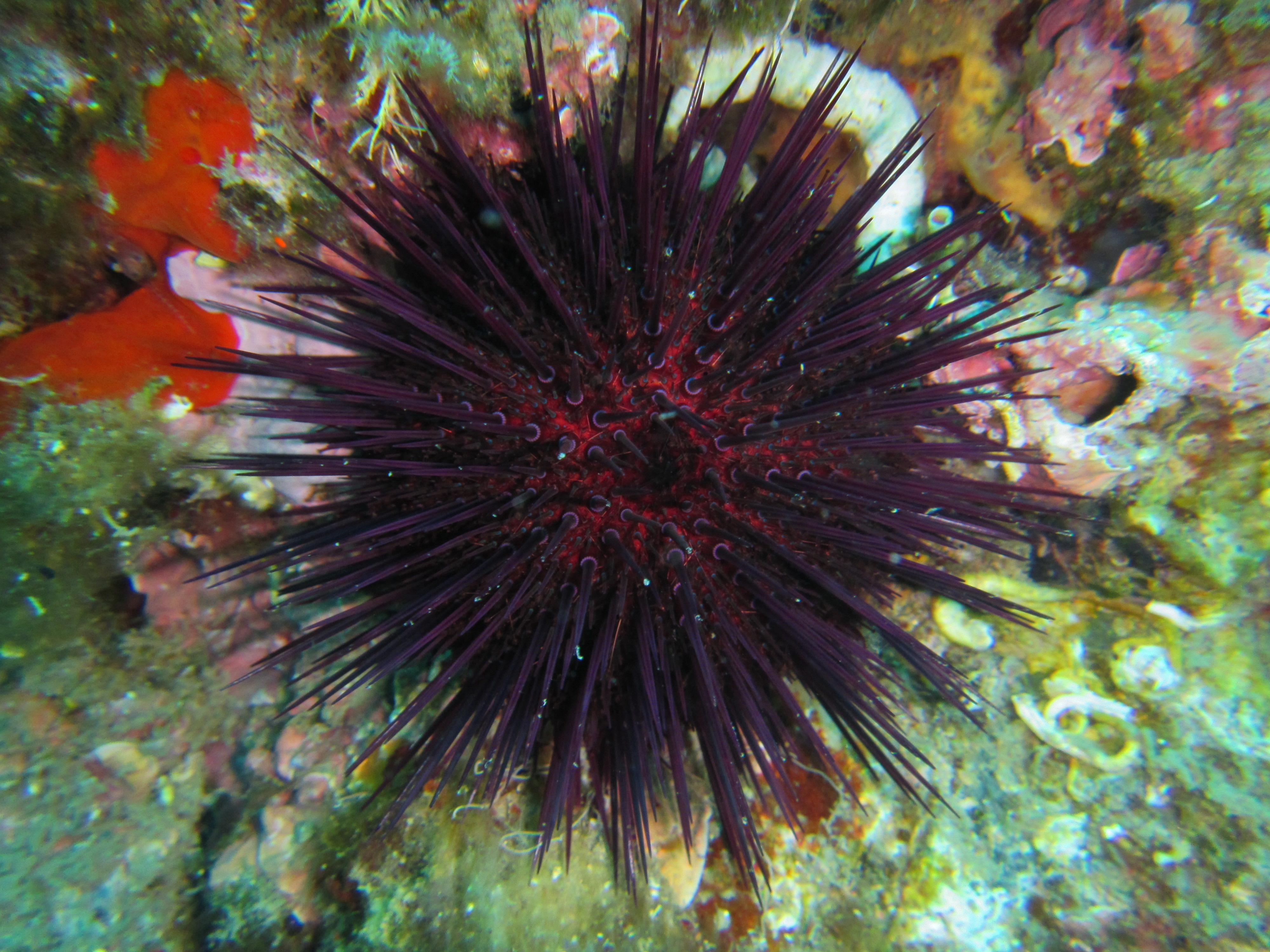
Cara aboral (superior).
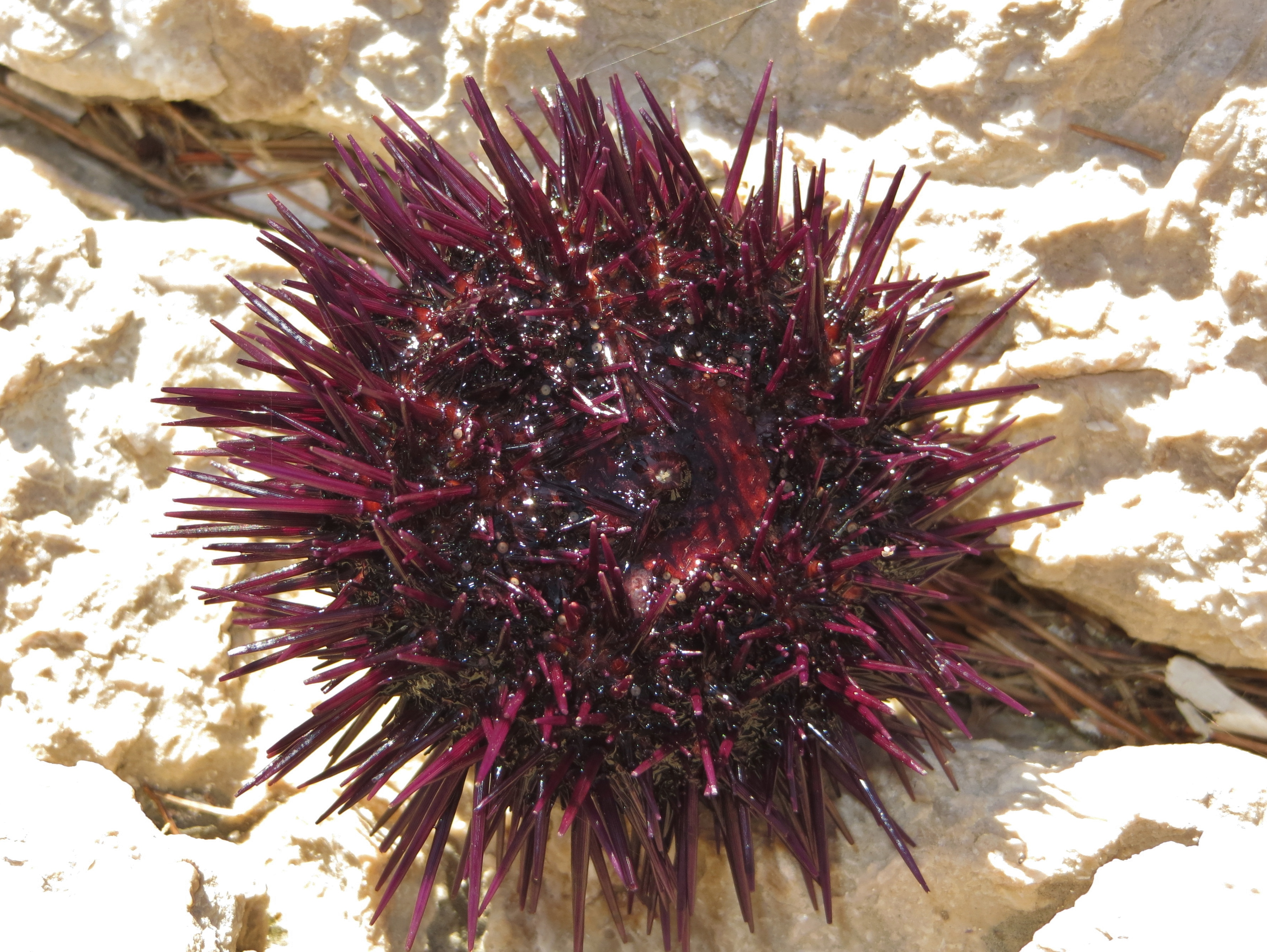
Cara oral (inferior, con la boca en el centro).
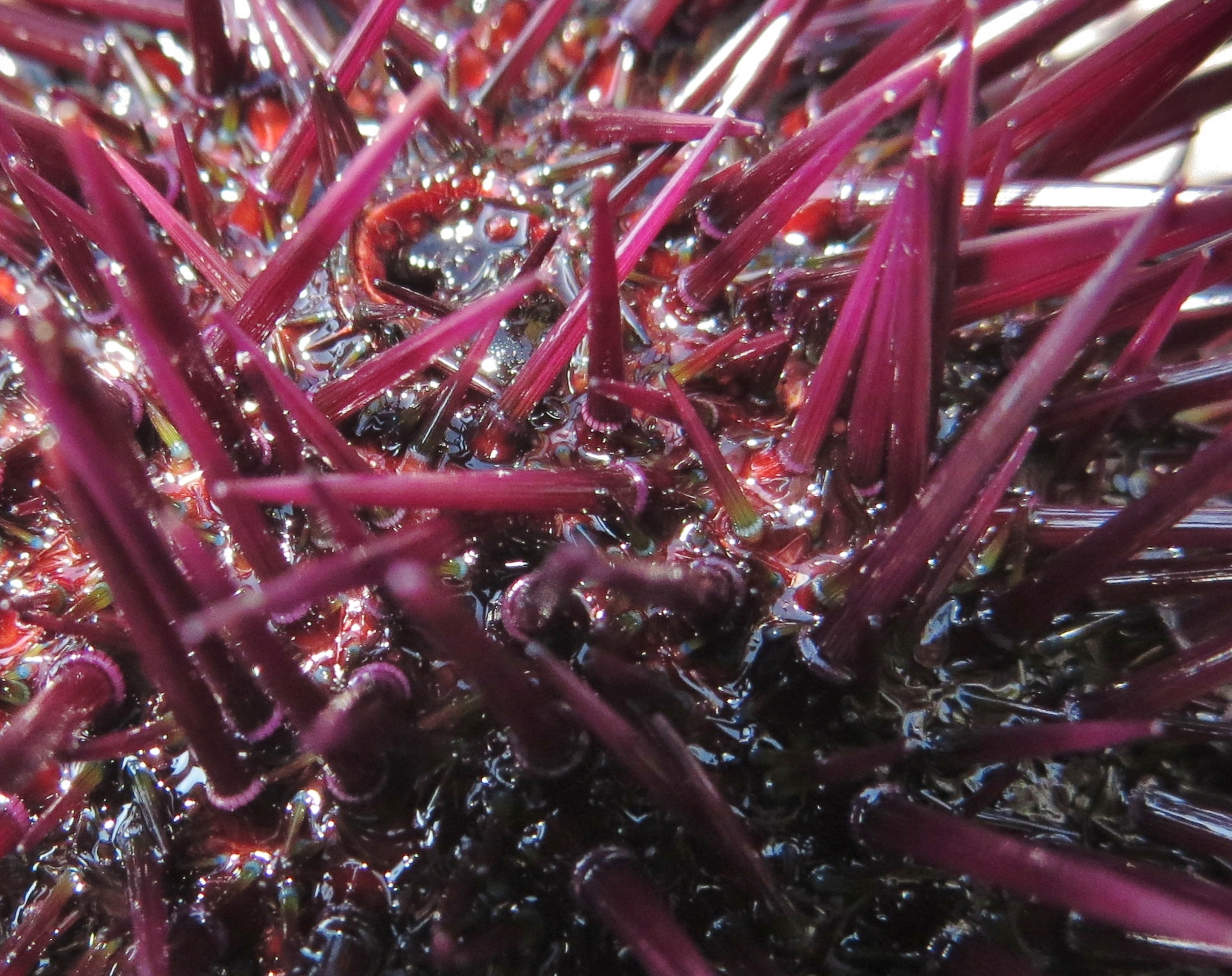
Las radiolas (espinas), caracterizadas por un círculo claro para la base.
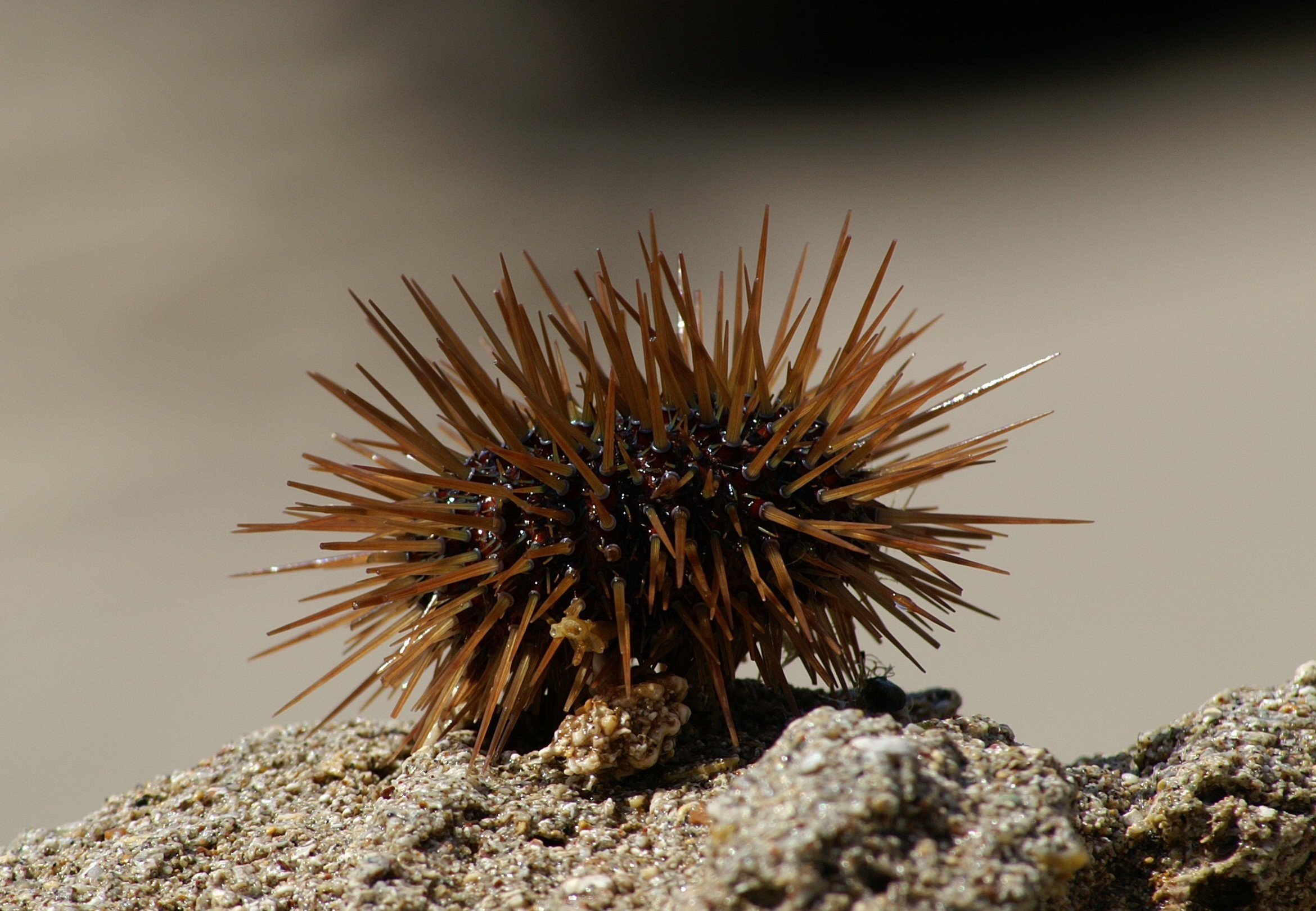
Joven moreno.
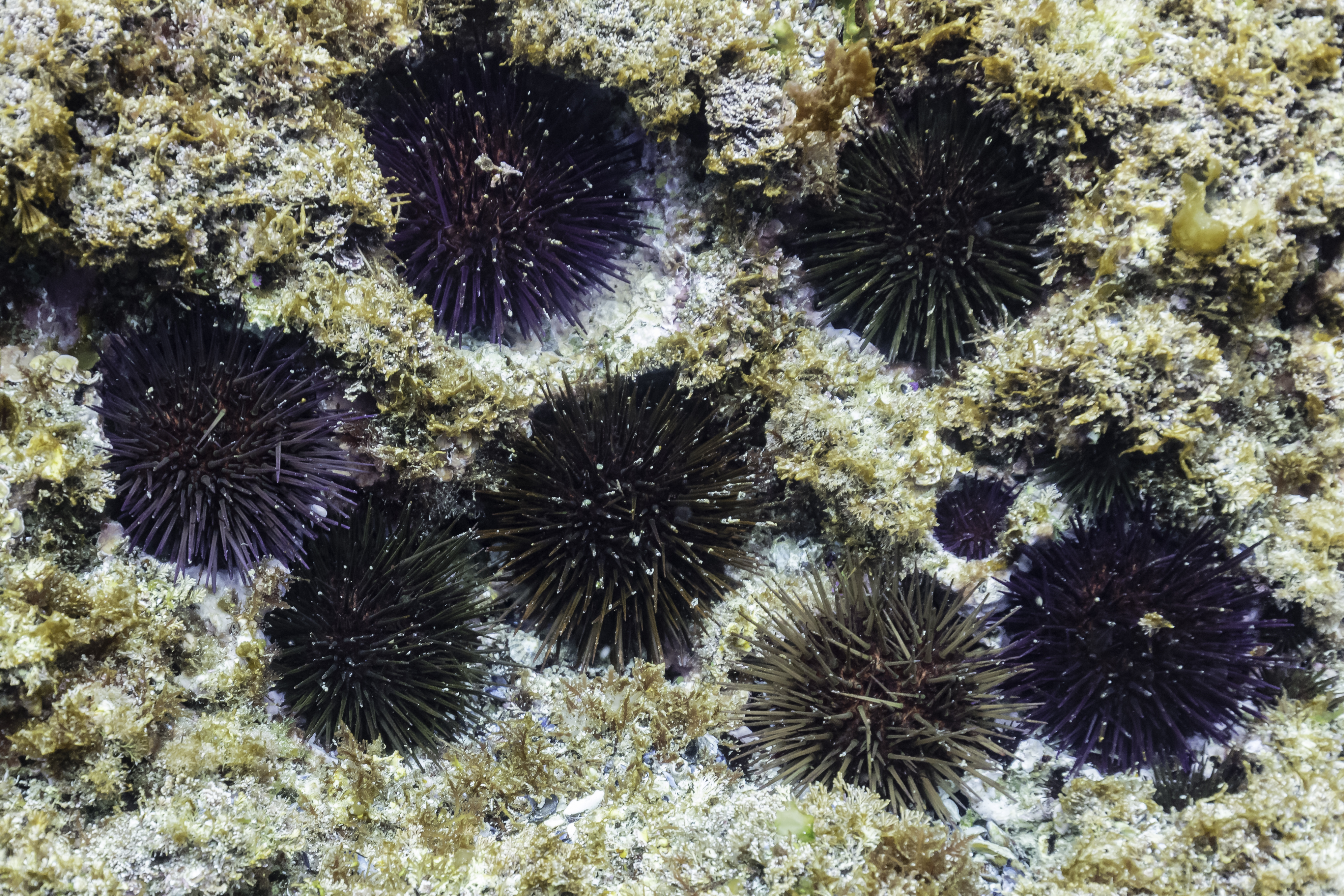
Población.
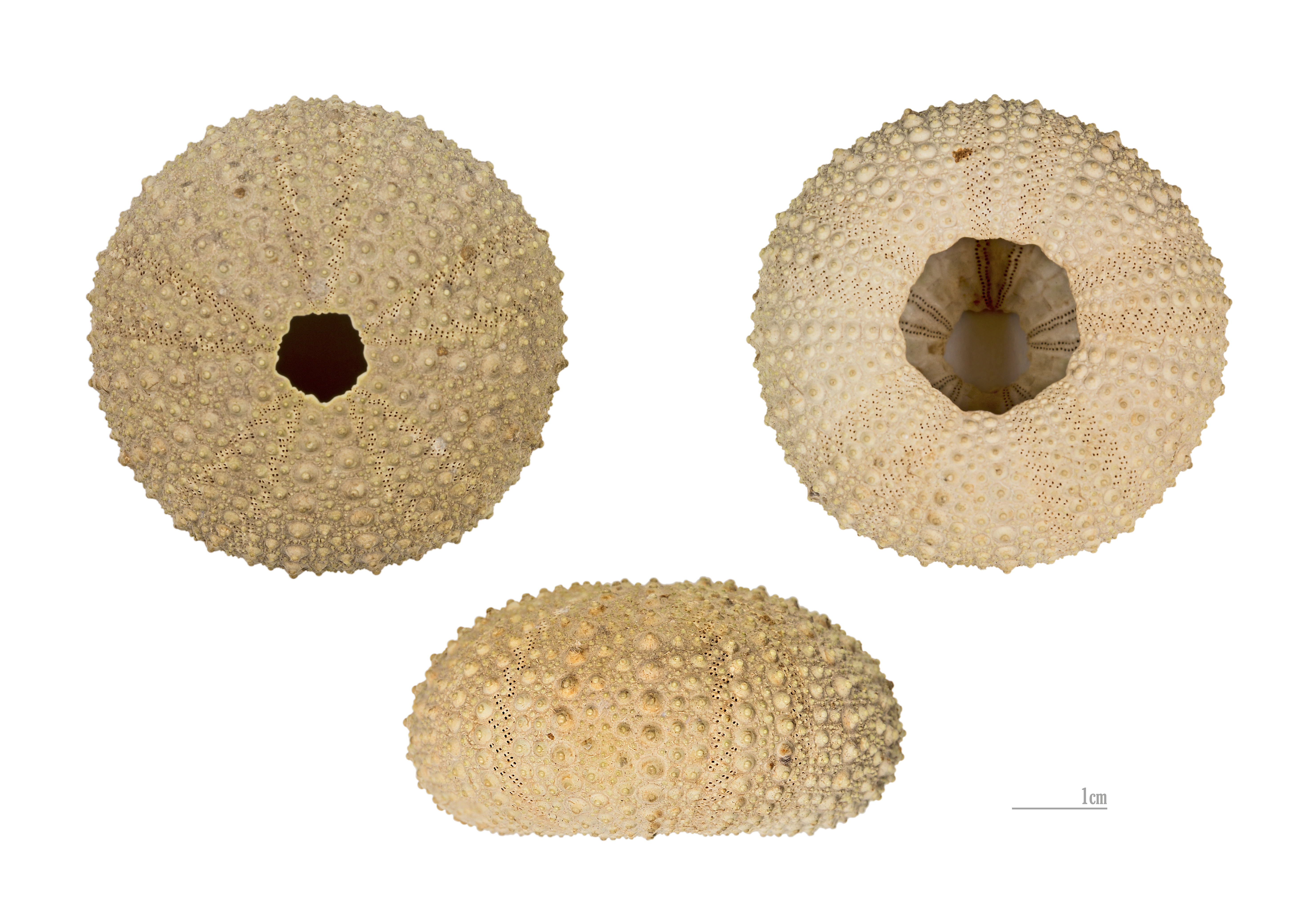
Paracentrotus lividus.